# Геть сором!
«Геть сором!» — український художній кінофільм 1994 року, екранізація новели Миколи Хвильового «Сентиментальна історія».

## Сюжет
Фільм переносить глядача у часи НЕПу. З провінційного містечка у столицю приїздить дев’ятнадцятирічна Марія, щоб долучитися до будівельників «світлого майбутнього». Влаштувавшись на роботу та змінивши ім’я на більш романтичне — Б'янка, вона починає чекати на велике і світле кохання, про яке до тих пір читала лише у книжках.
В картині «Геть сором!» не система полює на героїню, а вона сама заподіює собі смерть внаслідок неможливості жити гідно в радянському світі. Б’янка (Н. Доля), як і у першотворі М. Хвильового, хоче віддатися чоловікові, гідному її мрії, але вимушена мати справу або зі слабким боягузом художником Чаргаром, або з огидним діловодом. Вона задихається у вульгарному оточенні, де у майбутньому у неї немає жодної перспективи.
Режисер гостро критично розкриває бюрократизм і сексуальну розпусту раннього СРСР. У фіналі фільму жорстока реальність ламає Б’янку, і вона вішається, тоді як у М. Хвильового ретроспективний спосіб на рації дає змогу припустити, що вона звикається з реальністю, виліковуючись від сентименталізму і донкіхотського мрійництва.
Картини О. Муратова вирізняються глибоким розумінням психологічних переживань персонажів і смертельної небезпеки, яку становить для людини тоталітарна система. Так, провідним мотивом трьох фільмів є зв’язок – дегуманізованого радянського соціального середовища, суїцидального синдрому і сексуальності, від якої персонажі фатально залежні і яку провокатори майстерно використовують.
В картинах режисер точно передає істероїдність, надрив, меланхолію персонажів М. Хвильового, приречених до загибелі. У фільмах О. Муратова йдеться про надскладні схеми катування, розіграні каральною машиною проти індивіда.

## Актори
- Наталя Доля — Б'янка
- Юрій Розстальний — Чаргар
- Наталя Надірадзе — Клавдія Петрівна
- Віктор Коломієць — Кук
- Галина Доля — Уляна
- Альбіна Сотникова — Марлен
- Юрій Крітенко — начальник
- Олег Примогенов — Бикун
- Людмила Сніцар — Танго
- В епізодах: Микола Рушковський, В. Качанова, Сергій Кржечківський, Галина Яблонська, Микола Гудзь, Костянтин Шафоренко, Валентина Василенко, Юрій Ребрик, Т. Сурачйченко, Коля Руденко, Наталя Роскокоха, Віталій Розстальний (немає в титрах)

## Знімальна група
- Автор сценарію: Вікторія Муратова
- Режисер-постановник: Олександр Муратов
- Оператори-постановники: Віктор Політов, Володимир Гутовський
- Художник-постановник: Віталій Волинський
- Композитор: В'ячеслав Назаров
- Художник по костюмах: Світлана Заїкіна
- Художники по гриму: Людмила Карпухіна, Ольга Полікашкіна
- Режисер монтажу: Єлизавета Рибак
- Звукооператор: Тетяна Чепуренко
- Оператор: Володимир Совяк-Круковський
- Комбіновані зйомки: оператор — Віктор Політов, художник — Віталій Волинський
- Асистент режисера: О. Кудляк
- Помічник режисера: Т. Шляпіна
- У фільмі використана музика Й. Штрауса, Ф. Шуберта, А. Салівена, А. Кос-Анатольського, Д. Покрасса, міський фольклор 20-х років
- Редактор: Валентина Ридванова
- Директор картини: Валерій Голубенко